# Lipie (Lubliniec)
Lipie – dzielnica Lublińca znajdująca się w zachodniej części miasta. W Lipiu krzyżuje się DK 46 z obwodnicą zachodnią miasta. 